# Vanessa kershawi
Vanessa kershawi, cuyo nombre vulgar inglés es Australian painted lady, es una mariposa australiana de la familia Nymphalidae.

## Distribución
Vanessa kershawi tiene como zona de distribución casi exclusiva el territorio de Australia, aunque los vientos del oeste suelen dispersarla por las islas al este de Australia, incluyendo Nueva Zelanda, en una extensa migración. Durante la primavera, las mariposas adultas migran en un gran número desde los estados de Queensland y Nueva Gales del Sur hacia el sur. En 1889, esta migración fue tan grande que los trenes eran incapaces de generar suficiente tracción debido a la gran cantidad de mariposas que cubrían las vías.

## Características y hábitos

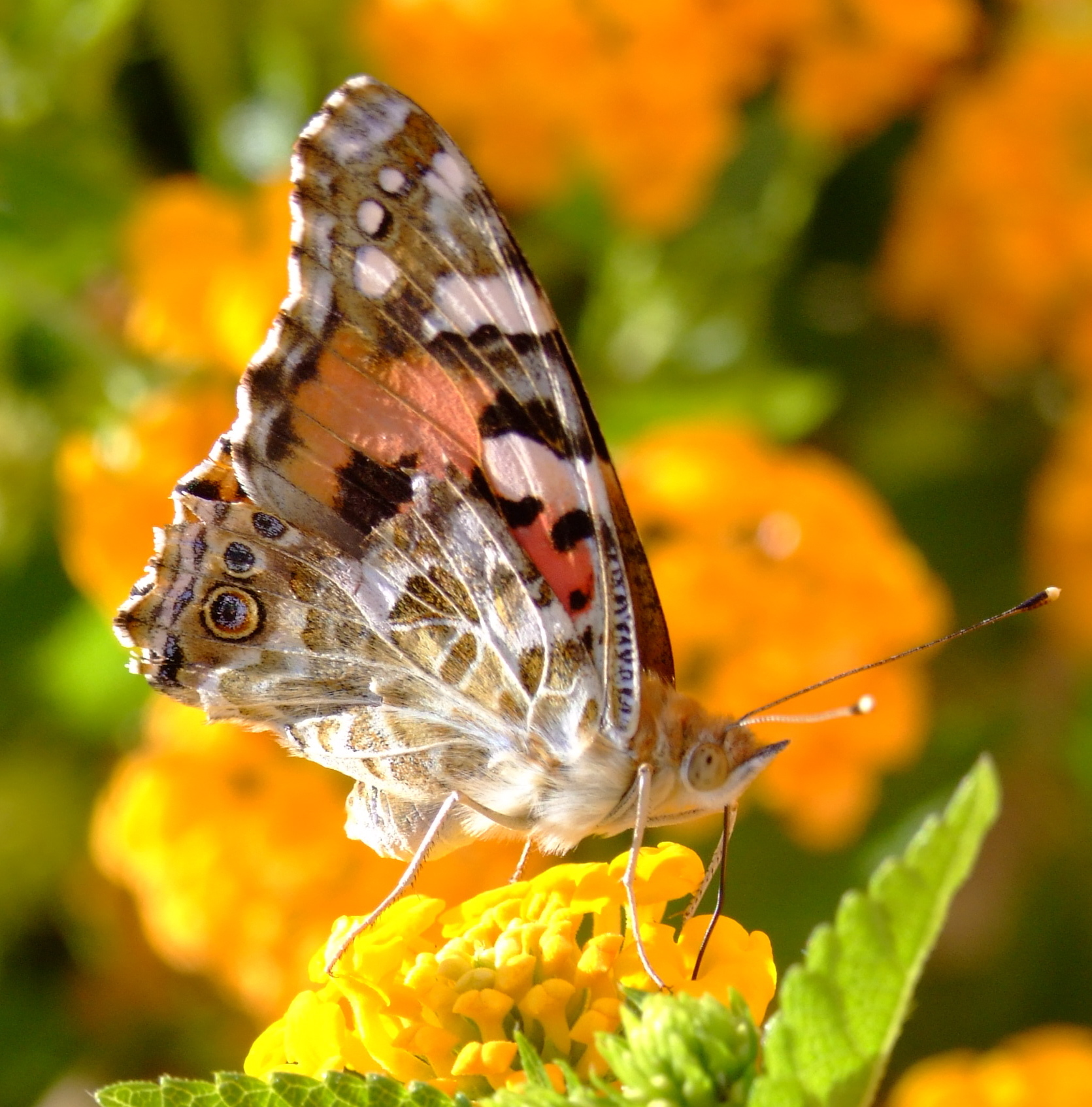
Adulto alimentándose de una flor

Los adultos machos alcanzan 43 mm de expansión alar, y las hembras 47. Se desplazan rápidamente, asentándose con frecuencia sobre el terreno para asolearse y sobre las flores para alimentarse. Presentan numerosas generaciones anuales, aunque los adultos son más abundantes en primavera, tanto en Nueva Gales del Sur como en Victoria. Sus migraciones se producen regularmente, sobrevolando el terreno a unos 2 m de altura.

## Hábitat
Vanessa kershawi se desarrolla en una gran variedad de hábitats, tanto naturales como modificados, incluyendo en jardines suburbanos.
Entre las plantas que sirven de alimento se encuentran las de los géneros Ammobium, Bracteantha, Chrysocephalum, Gnaphalium, Rhodanthe y Xerochrysum, destacando Xerochrysum bracteatum.